# Iris albertii
Iris albertii és una espècie d'iris que es troba a l'Àsia central. Creix a la natura en estepes cobertes d'herbes a una elevació de 200 a 2000 metres, en llocs assolellats o semiombrejats. És un membre del subgènere iris, el que significa que és un iris barbut, i creix a partir d'un rizoma.
Creix fins a una alçada de la tija de 40 a 50 centímetres. Les fulles són de color verd blavós i de forma d'espasa, de 40 a 50 centímetres de longitud i de 2,5 a 3 centímetres d'ample.
La inflorescència, produïda al maig, té forma de ventall i conté dues o tres flors. La planta sovint torna a florir a la tardor. Les flors produïdes són de lavanda a violeta porpra i vetes de color vermell-marró, amb barbes blanquinoses o blau pàl·lides. Les flors duren de dues a tres setmanes.

## Propagació
Els iris generalment es poden propagar per divisió, o per cultiu de llavors.

## Toxicitat
Igual que molts altres iris, la majoria de les parts de la planta són verinoses (rizomes i fulles) i, si s'ingereix per error, poden causar dolors estomacals i vòmits. A més, el maneig de la planta pot causar irritació de la pell o una reacció al·lèrgica.